# Tour of Qatar 2008
Il Tour of Qatar 2008, settima edizione della corsa, si svolse dal 27 gennaio al 1º febbraio su un percorso di 712 km ripartiti in 6 tappe. Fu vinto dal belga Tom Boonen della Quick Step davanti all'olandese Steven de Jongh e al belga Greg Van Avermaet.

## Tappe
| Tappa  | Data       | Percorso                            | km    | Vincitore di tappa | Leader cl. generale |
| ------ | ---------- | ----------------------------------- | ----- | ------------------ | ------------------- |
| 1ª     | 27 gennaio | Doha > Doha (cron. a squadre)       | 6     | Quick Step         | Matteo Tosatto      |
| 2ª     | 28 gennaio | Al Zubarah > Doha                   | 137,5 | Tom Boonen         | Tom Boonen          |
| 3ª     | 29 gennaio | Camel Race Track > Qatar Foundation | 147,5 | Tom Boonen         | Tom Boonen          |
| 4ª     | 30 gennaio | Khalifa > Al Khor Corniche          | 131,5 | Alberto Loddo      | Tom Boonen          |
| 5ª     | 31 gennaio | Al Khor Academy > Al Khor Corniche  | 170   | Danilo Napolitano  | Tom Boonen          |
| 6ª     | 1 febbraio | Al Wakrah > Doha                    | 120   | Tom Boonen         | Tom Boonen          |
| Totale | Totale     | Totale                              | 712   |                    |                     |

## Dettagli delle tappe

### 1ª tappa
- 27 gennaio: Doha > Doha (cron. squadre) – 6 km

| Pos. | Squadra                          | Tempo |
| ---- | -------------------------------- | ----- |
| 1    | Quick Step                       | 6'35" |
| 2    | Team Slipstream-Chipotle p/b H30 | a 2"  |
| 3    | Skil-Shimano                     | a 5"  |

| Pos. | Corridore          | Squadra    | Tempo |
| ---- | ------------------ | ---------- | ----- |
| 1    | Matteo Tosatto     | Quick Step | 6'35" |
| 2    | Wilfried Cretskens | Quick Step | s.t.  |
| 3    | Steven de Jongh    | Quick Step | s.t.  |

### 2ª tappa
- 28 gennaio: Al Zubarah > Doha – 137,5 km

| Pos. | Corridore         | Squadra       | Tempo    |
| ---- | ----------------- | ------------- | -------- |
| 1    | Tom Boonen        | Quick Step    | 2h28'37" |
| 2    | Greg Van Avermaet | Silence-Lotto | s.t.     |
| 3    | Danilo Napolitano | Lampre        | s.t.     |

| Pos. | Corridore         | Squadra       | Tempo    |
| ---- | ----------------- | ------------- | -------- |
| 1    | Tom Boonen        | Quick Step    | 2h34'59" |
| 2    | Steven de Jongh   | Quick Step    | a 9"     |
| 3    | Greg Van Avermaet | Silence-Lotto | a 14"    |

### 3ª tappa
- 29 gennaio: Camel Race Track > Qatar Foundation – 147,5 km

| Pos. | Corridore         | Squadra    | Tempo    |
| ---- | ----------------- | ---------- | -------- |
| 1    | Tom Boonen        | Quick Step | 3h29'41" |
| 2    | Danilo Napolitano | Lampre     | s.t.     |
| 3    | Steven de Jongh   | Quick Step | a 2"     |

| Pos. | Corridore         | Squadra       | Tempo    |
| ---- | ----------------- | ------------- | -------- |
| 1    | Tom Boonen        | Quick Step    | 6h04'30" |
| 2    | Steven de Jongh   | Quick Step    | a 13"    |
| 3    | Greg Van Avermaet | Silence-Lotto | a 23"    |

### 4ª tappa
- 30 gennaio: Khalifa > Al Khor Corniche – 131,5 km

| Pos. | Corridore         | Squadra      | Tempo    |
| ---- | ----------------- | ------------ | -------- |
| 1    | Alberto Loddo     | Tinkoff      | 2h44'33" |
| 2    | Tom Boonen        | Quick Step   | s.t.     |
| 3    | Sebastian Siedler | Skil-Shimano | s.t.     |

| Pos. | Corridore         | Squadra       | Tempo    |
| ---- | ----------------- | ------------- | -------- |
| 1    | Tom Boonen        | Quick Step    | 8h48'57" |
| 2    | Steven de Jongh   | Quick Step    | a 18"    |
| 3    | Greg Van Avermaet | Silence-Lotto | a 26"    |

### 5ª tappa
- 31 gennaio: Al Khor Academy > Al Khor Corniche – 170 km

| Pos. | Corridore         | Squadra    | Tempo    |
| ---- | ----------------- | ---------- | -------- |
| 1    | Danilo Napolitano | Lampre     | 3h49'14" |
| 2    | Alberto Loddo     | Tinkoff    | s.t.     |
| 3    | Tom Boonen        | Quick Step | s.t.     |

| Pos. | Corridore         | Squadra       | Tempo     |
| ---- | ----------------- | ------------- | --------- |
| 1    | Tom Boonen        | Quick Step    | 12h38'07" |
| 2    | Steven de Jongh   | Quick Step    | a 17"     |
| 3    | Greg Van Avermaet | Silence-Lotto | a 30"     |

### 6ª tappa
- 1 febbraio: Al Wakrah > Doha – 120 km

| Pos. | Corridore          | Squadra    | Tempo    |
| ---- | ------------------ | ---------- | -------- |
| 1    | Tom Boonen         | Quick Step | 2h49'47" |
| 2    | Alberto Loddo      | Tinkoff    | s.t.     |
| 3    | Luciano Pagliarini | Saunier D. | s.t.     |

| Pos. | Corridore         | Squadra       | Tempo     |
| ---- | ----------------- | ------------- | --------- |
| 1    | Tom Boonen        | Quick Step    | 15h27'44" |
| 2    | Steven de Jongh   | Quick Step    | a 27"     |
| 3    | Greg Van Avermaet | Silence-Lotto | a 40"     |

## Classifiche finali

### Classifica generale
| Pos. | Corridore          | Squadra       | Tempo     |
| ---- | ------------------ | ------------- | --------- |
| 1    | Tom Boonen         | Quick Step    | 15h27'44" |
| 2    | Steven de Jongh    | Quick Step    | a 27"     |
| 3    | Greg Van Avermaet  | Silence-Lotto | a 40"     |
| 4    | Chris Sutton       | Slipstream    | a 46"     |
| 5    | Jürgen Roelandts   | Silence-Lotto | a 50"     |
| 6    | Alexandre Pichot   | Bouygues T.   | a 1'10"   |
| 7    | Maarten Tjallingii | Silence-Lotto | a 1'12"   |
| 8    | Alberto Loddo      | Tinkoff       | a 1'22"   |
| 9    | Wilfried Cretskens | Quick Step    | a 1'31"   |
| 10   | Sebastian Siedler  | Skil-Shimano  | a 1'41"   |